# Аліу Карамі
Аліу Карамі (*1809 — 20 жовтня 1867) — султан Сокото в 1866—1867 роках. Відомий також як Алі ібн Белло II.

## Життєпис
Другий син Мухаммада Белло, султана Сокото. Народився 1809 року. відомостей про нього обмаль. У листопаді після смерті стриєчного брата — султана Ахмаду Атіку обирається новим правителем держави. Намагався зміцнити єдність, здійснивши нові завоювання та навернення поган до ісламу. Для цього рушив у похід на південь проти ігбо (на східному узбережжі Нігеру). Можливо у війні з конфедерацією аро зазнав поразки й загинув в жовтні 1867 року. Новим султаном став його стрийко Ахмаду Руфаї.